# Joaquín Aylagas
Joaquín Manuel Aylagas (Santa Fe, Argentina; 15 de marzo de 1996) es un futbolista argentino. Juega como arquero y su primer equipo fue Colón de Santa Fe. Actualmente milita en Atlético Paraná del Torneo Federal A.

## Trayectoria

### Colón de Santa Fe
Aylagas surgió de las divisiones inferiores de Colón. En el Sabalero solo fue convocado 1 vez: el 26 de junio de 2017 frente a River Plate.

### Barnechea
Debido a la escasez de posibilidades, Aylagas es prestado a Barnechea, de la Primera B de Chile. Su primer convocatoria ocurrió el 16 de febrero de 2019, partido de liga frente a Unión San Felipe. Su debut llegó un mes más tarde por Copa Chile. Fue en la victoria por 3-2 frente a Deportes Rengo. Luego del partido, fue convocado 10 veces más, pero desde mayo de 2019 dejó de estar entre los 18 convocados.

### Regreso a Colón
Al no tener mucha participación en el club trasandino, Aylagas regresa al club santafesino en enero de 2020.

### Unión de Sunchales
Luego de un año donde no fue tenido en cuenta en el plantel profesional de Colón, en marzo de 2021 optó por rescindir su contrato y quedarse con el pase en su poder, para luego sumarse a Unión de Sunchales.

### Estadísticas
- Actualizado al 12 de diciembre de 2021

| Club                      | Div.                | Temporada           | Liga | Liga | Copa Nacional | Copa Nacional | Copa Internacional | Copa Internacional | Total | Total |
| Club                      | Div.                | Temporada           | PJ   | GR   | PJ            | GR            | PJ                 | GR                 | PJ    | GR    |
| ------------------------- | ------------------- | ------------------- | ---- | ---- | ------------- | ------------- | ------------------ | ------------------ | ----- | ----- |
| Colón Argentina           |                     |                     |      |      |               |               |                    |                    |       |       |
| 1.ª                       | 2016/17             | 0                   | 0    | 0    | 0             | -             | -                  | 0                  | 0     |       |
| 1.ª                       | 2017/18             | 0                   | 0    | 0    | 0             | -             | -                  | 0                  | 0     |       |
| 1.ª                       | 2018/19             | 0                   | 0    | 0    | 0             | -             | -                  | 0                  | 0     |       |
| 1.ª                       | 2019/20             | 0                   | 0    | 0    | 0             | -             | -                  | 0                  | 0     |       |
| 1.ª                       | 2020                | -                   | -    | 0    | 0             | -             | -                  | 0                  | 0     |       |
| Total                     | Total               | 0                   | 0    | 0    | 0             | -             | -                  | 0                  | 0     |       |
| Barnechea · Chile         |                     |                     |      |      |               |               |                    |                    |       |       |
| 2.ª                       | 2019                | 0                   | 0    | 1    | -2            | -             | -                  | 1                  | -2    |       |
| Total                     | Total               | 0                   | 0    | 1    | -2            | -             | -                  | 1                  | -2    |       |
| Unión (S) Argentina       |                     |                     |      |      |               |               |                    |                    |       |       |
| 3.ª                       | 2021                | 18                  | -23  | -    | -             | -             | -                  | 18                 | -23   |       |
| Total                     | Total               | 18                  | -23  | -    | -             | -             | -                  | 18                 | -23   |       |
| 9 de Julio (R) Argentina  |                     |                     |      |      |               |               |                    |                    |       |       |
| 4.ª                       | 2021                | 1                   | 0    | -    | -             | -             | -                  | 1                  | 0     |       |
| Total                     | Total               | 1                   | 0    | -    | -             | -             | -                  | 1                  | 0     |       |
| Atlético Paraná Argentina |                     |                     |      |      |               |               |                    |                    |       |       |
| 3.ª                       | 2022                | 0                   | 0    | -    | -             | -             | -                  | 0                  | 0     |       |
| Total                     | Total               | 0                   | 0    | -    | -             | -             | -                  | 0                  | 0     |       |
| Total en su carrera       | Total en su carrera | Total en su carrera | 19   | -23  | 1             | -2            | -                  | -                  | 20    | -25   |